# Epigrus gracilis
Epigrus gracilis är en snäckart som beskrevs av Oliver 1915. Epigrus gracilis ingår i släktet Epigrus och familjen Pyramidellidae. Inga underarter finns listade i Catalogue of Life.